# ひこうき雲 (荒井由実の曲)
「ひこうき雲」（ひこうきぐも）は、荒井由実（現：松任谷由実）の楽曲。1973年11月20日に発売された2枚目のシングル『きっと言える』のB面曲、および同年11月20日に発売された1枚目のアルバム『ひこうき雲』の1曲目・表題曲として発表された。

## 解説
- 荒井の小学生時代の同級生に筋ジストロフィーの男児がおり、この少年の死をモチーフに制作された。小学校の卒業とともに別れた彼は4年後に亡くなり、葬式で祭壇に飾られていたのは、荒井が知らない高校生の彼だった。その時に自分の記憶の中の彼と、目の前の写真の中の彼とのギャップにインパクトを受けて、本曲を制作したという[1]。
- 荒井が歌手としてデビューするきっかけとなった曲である[2]。元々は雪村いづみのために書き下ろされた曲であり、雪村によってレコーディングもされたが諸般の事情で発売されず、荒井自身の歌唱によって世に出た。しかし雪村はその後もこの曲を好んで渋谷ジァン・ジァンなどのステージで歌っていた。この雪村の未発表音源は1990年発売の雪村のアルバム『COME ON BACK』で初めて陽の目を見た。
- 後に荒井の夫となった松任谷正隆は、この曲の「空を〜かけてゆく〜」の箇所のコード使いの意外性に驚き結婚を決めた、と冗談交じりに語っている（普通なら Gm7→B♭7→A♭M7 がセオリーであるが、中央部の B♭7 をやめ、B♭m7 を選択している）。
- 團伊玖磨は、この曲に複数回登場する「ひこうき雲」のイントネーションが全て違うことを絶賛したとされる。
- 1989年発売のCDシングル『きっと言える』と同年限定発売のCDアルバム『ひこうき雲』では別ミックスで収録されているが、現在では入手困難である。
- 2013年に、スタジオジブリ制作のアニメ映画『風立ちぬ』の主題歌として使用され（後述）、auの「au loves ジブリ」キャンペーンCMソングにも使用された。また、それに合わせて単独で配信シングル化（松任谷由実名義）もされた（後述）。
- 2016年、本作をモチーフにしたテレビドラマが放送された（後述）。

## 配信シングル
「ひこうき雲」は、松任谷由実の配信限定シングルとして、2013年7月3日に発売された。

### 解説（配信シングル）
「ひこうき雲」は同年に公開された宮崎駿監督の映画『風立ちぬ』の主題歌として使用され、映画公開に先駆けて配信が行われた。
後に映画公開日となる7月20日付けでレコチョクシングルデイリーランキングと、iTunesのトップソングで1位を獲得する快挙をあげている。2015年10月時点で50万ダウンロードを達成している。
また、本作は「風立ちぬヴァージョン」としてデジタルジャケットを付与して配信されており、映画の主人公である二郎と菜穂子が口付けを交わすシーンとなっており、スタジオジブリ作品としては、大人のキスシーンを描写するのは初のことであるという。

### 収録曲
1. ひこうき雲 [3:26]
作詞・作曲: 荒井由実 / 編曲: 荒井由実、キャラメル・ママ

## 映画「風立ちぬ」主題歌
本楽曲が映画『風立ちぬ』の主題歌として使用されることになったのは、スタジオジブリのプロデューサー鈴木敏夫が、松任谷が2012年にデビュー40周年を記念して発売したベスト・アルバム『日本の恋と、ユーミンと。』に収録されていた本楽曲を聴いたことがきっかけであった。鈴木が宮崎駿にも本楽曲を聴かせたところ、「これもう主題歌として、この曲ほどぴったりな曲はないね。」と映画の世界観にマッチしていると評した。その後、同年12月に『魔女の宅急便』Blu-ray Disc発売記念として行われたトークライブにおいて、鈴木が松任谷に「『ひこうき雲』を主題歌として使用させてほしい」と直々にオファーをしたところ、快く承諾されるに至ったのだという。このことを松任谷は事前に聞かされておらず、松任谷にとっても嬉しいサプライズにもなったとのことである。
また、主題歌使用が契機となり、特別企画盤としてアルバム『ユーミン×スタジオジブリ 40周年記念盤 ひこうき雲/荒井由実』が発売されることとなり、本作のために宮崎が松任谷に『風立ちぬ』で描かれた背景画などの18枚の絵を贈って、豪華絵本仕様のパッケージが制作されている。スタジオジブリがアーティストに対して背景画などを提供して絵本が作られるのは初めてのことであり、松任谷はこの絵本に際して「楽曲の1つ1つの世界観と背景画が見事に繋がっていて、絵の世界に自分視点ですっと入り込んでいけるような不思議な感覚があります。観賞をすると言うよりかは、是非とも体感して味わってほしいですね」と語っている。

## カバー
- 長谷川きよし - 1974年、アルバム『灰色の瞳』に収録
- A.S.A.P - 1990年、アルバム『Graduation』に収録
- 松浦亜弥 - 2002年、カバーアルバム『FOLK SONGS 2』に収録
- odani misako・ta-ta - 2003年、カバーミニアルバム『feather』収録
- スーザン・ボイル - 2010年、アルバム『ザ・ギフト 〜夢の贈りもの』に収録
- MINMI - 2011年、アルバム『THE HEART SONG COLLECTION』に収録
- My Little Lover - 2011年、シングル「ひこうき雲」に収録
- リン・ユーチュン - 2013年、アルバム『Ballad Show』に収録
- GILLE - 2014年、アルバム『I AM GILLE. 3 〜70's&80's J-POP〜』に収録
- 高橋洋子 - 2015年、アルバム『20th century Boys & Girls II 〜20世紀少年少女2〜』に収録
- 稲垣潤一・小野リサ - 2015年、アルバム『男と女5』に収録
- 沢知恵 - 2015年、アルバム『わたしが一番きれいだったとき』に収録
- 佐久間彩加 - 2017年、アルバム『テレビ東京系「THEカラオケ★バトル」 BEST ALBUM II』に収録
- 山田姉妹 - 2017年、アルバム『あなた 〜よみがえる青春のメロディー』に収録
- SeanNorth - 2018年、アルバム『Celtic Covers vol.2 -ジブリ Collection-』に収録
- 桑田佳祐 - 2019年、ライブDVD『平成三十年度! 第三回ひとり紅白歌合戦』に収録。
- JUJU - 2022年、アルバム『ユーミンをめぐる物語』に収録
- 菅原進（ビリーバンバン） - 2023年、自身のYouTubeチャンネル、ニコニコ動画でカバーを公開。
- 竹渕慶 カバーアルバム『この歌をあなたに』（2025年4月30日発売）に収録[6]。

この他、 1987年に斉藤信幸監督の映画『母娘監禁 牝』で、主題歌としてカバー版（歌手は非公表）が使用された。

## テレビドラマ
『"青の時代"名曲ドラマシリーズ 荒井由実「ひこうき雲」』は、2016年（平成28年）3月24日の21:00 - 22:00に、NHK BSプレミアムで放送された日本のテレビドラマである。荒井由実の「ひこうき雲」をモチーフに、1980年代後半の日本を舞台とする。

### キャスト
- 山田円子：広瀬アリス
- 結城真央：三吉彩花
- 来生：間宮祥太朗
- 円子の父：堀部圭亮
- 30年後の円子：賀来千香子
- 佐藤誓、北浦愛、新名基浩ほか